# Vysočany u Znojma

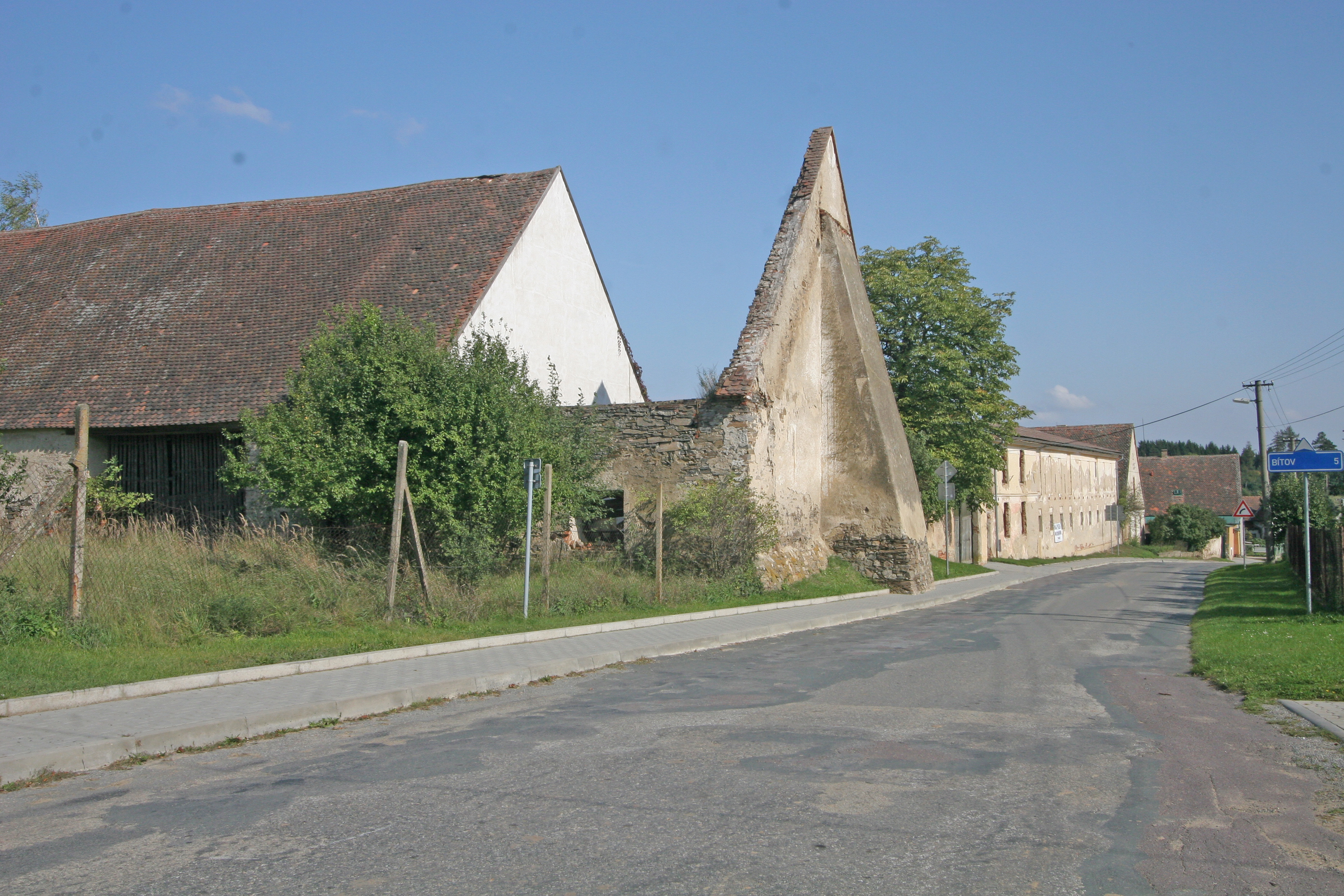
Ehemaliger Meierhof

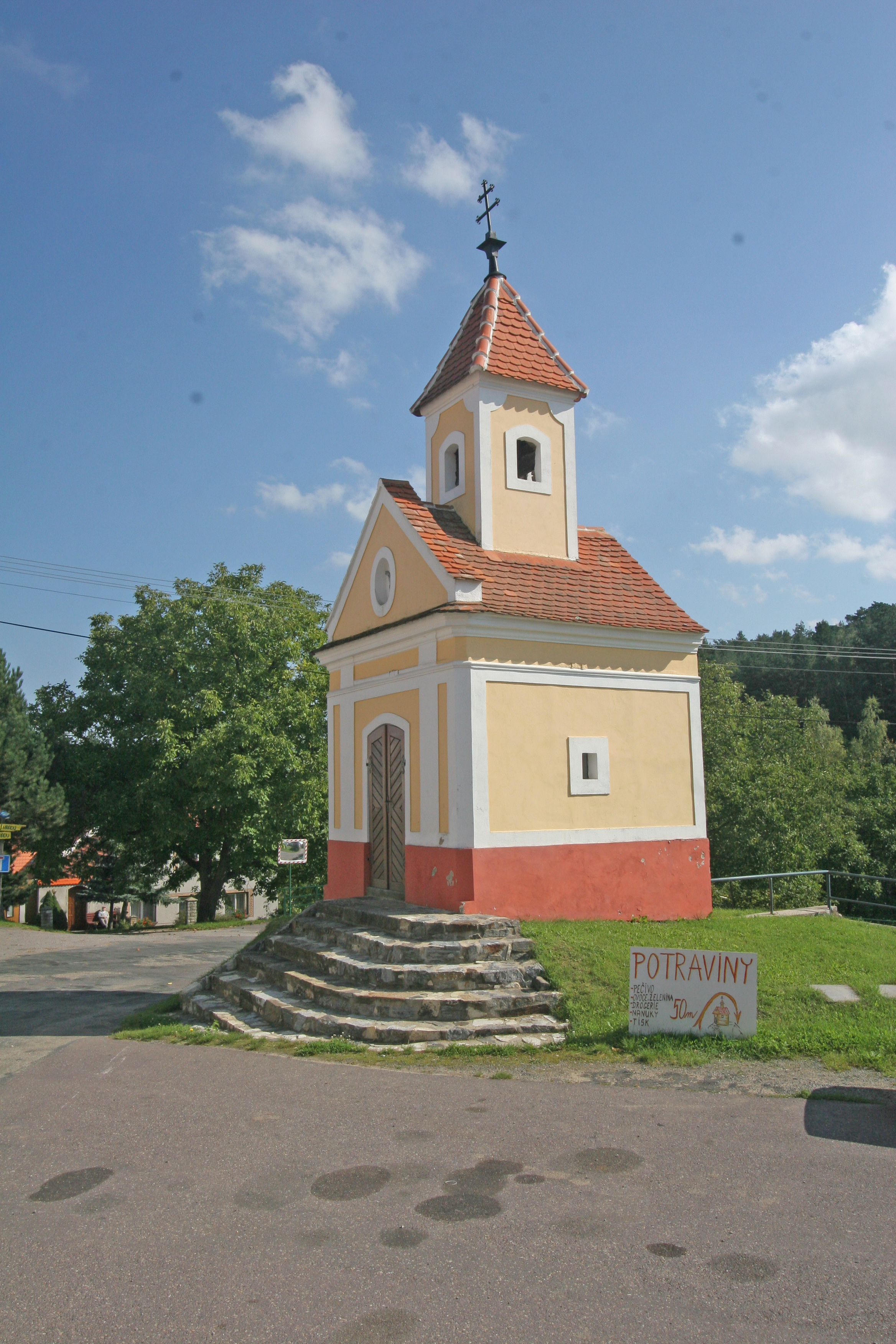
Kapelle

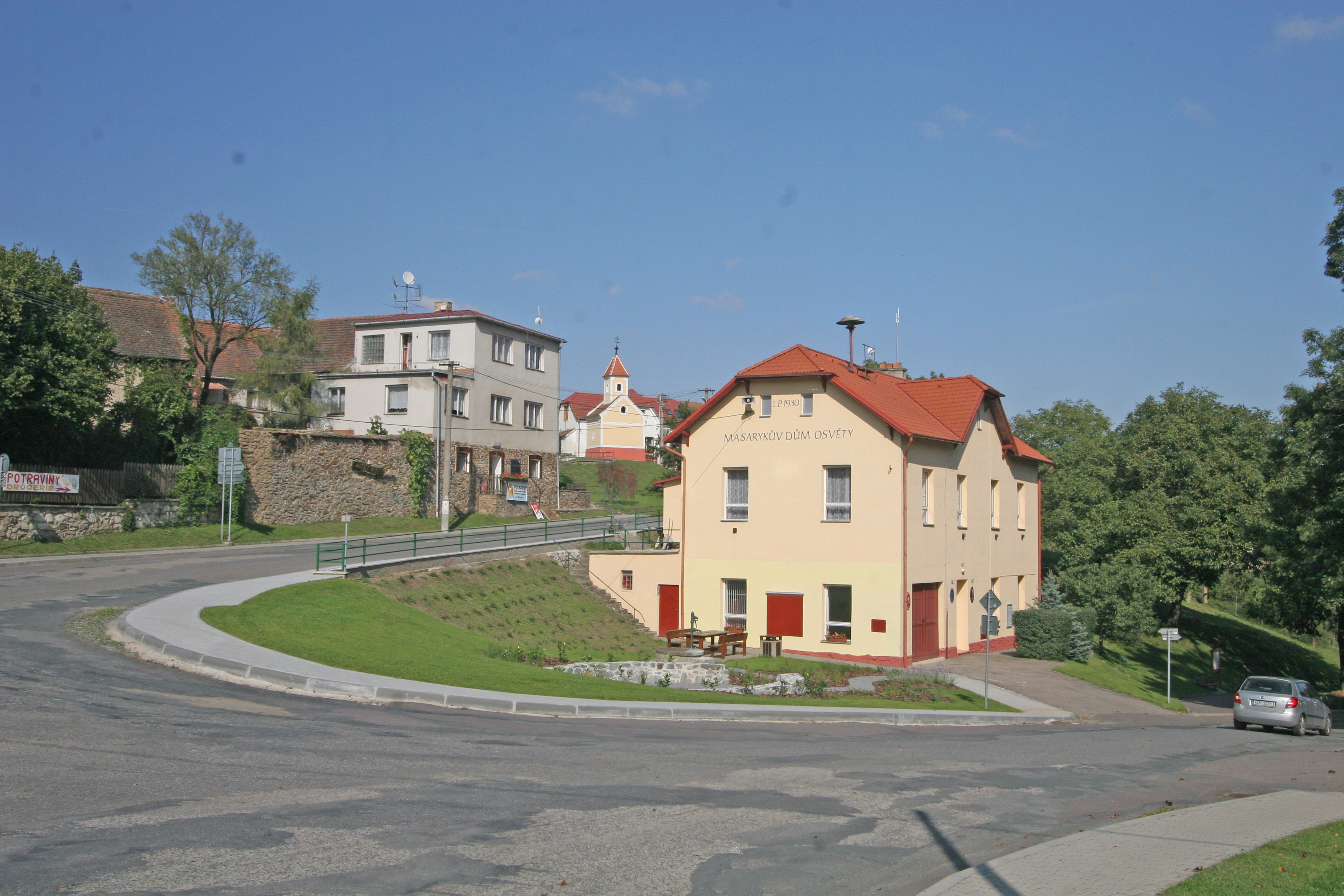
Ortsansicht

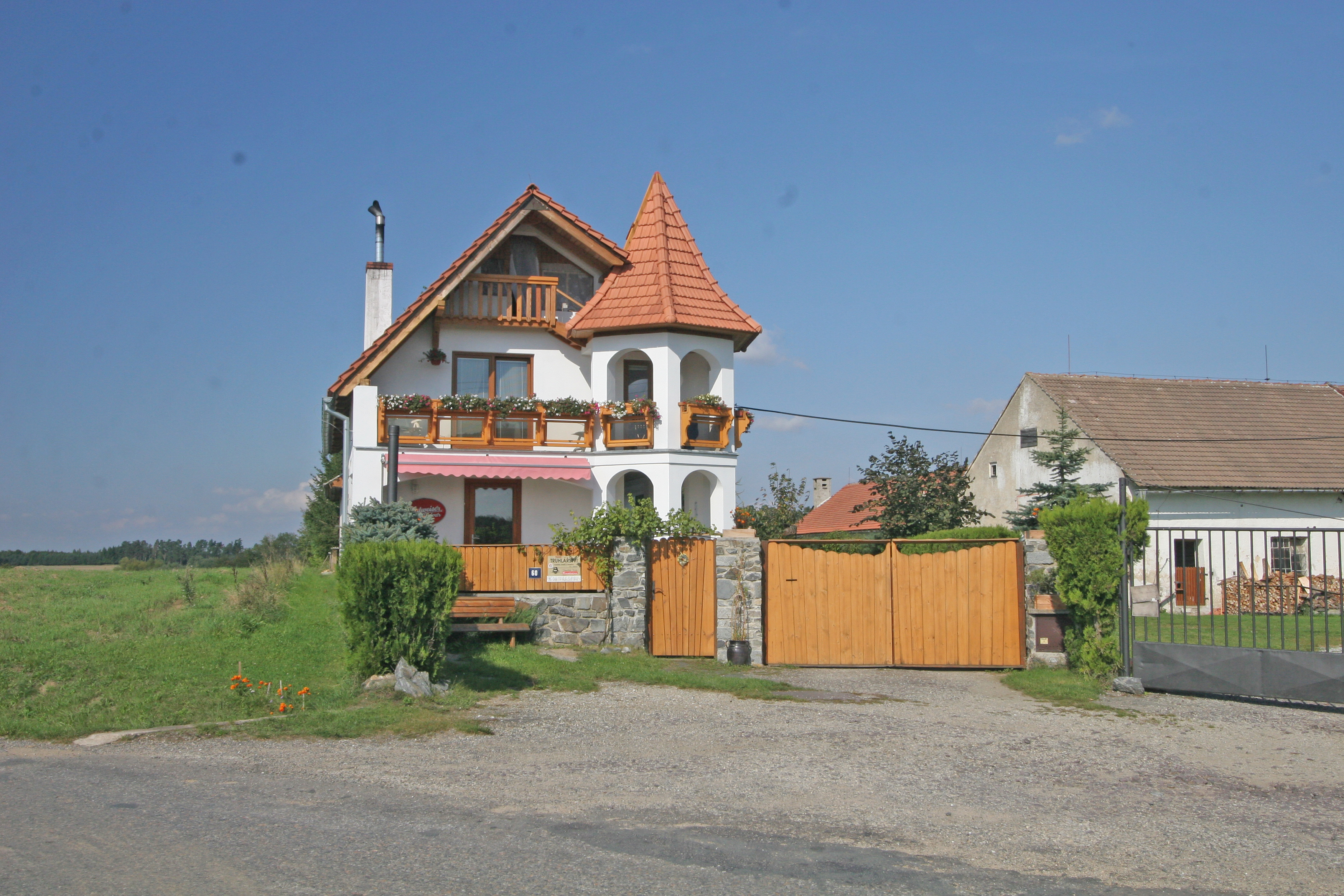
Haus Nr. 60

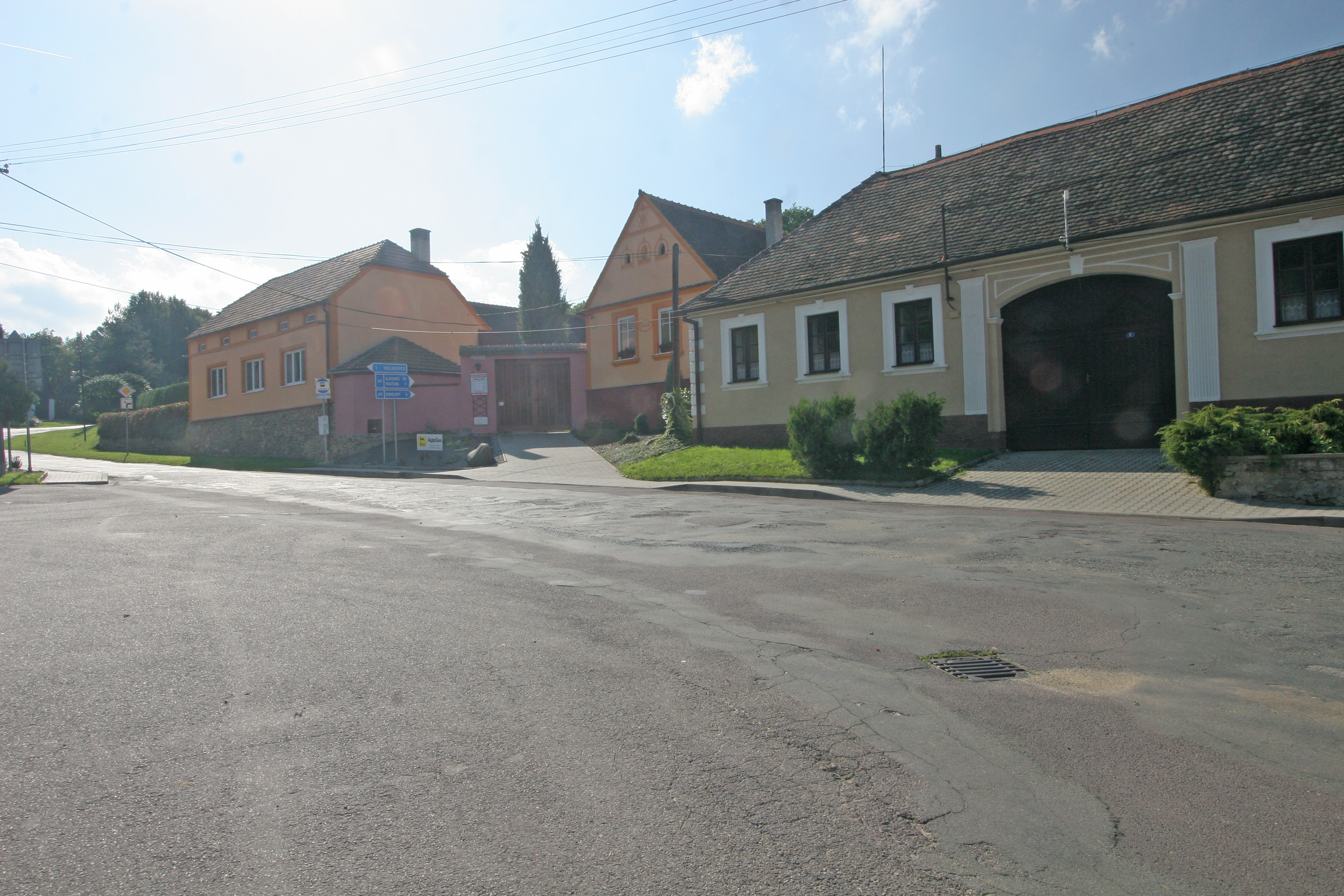
„Alter Pfarrhof“

Vysočany (deutsch Wisokein, auch Wissokein) ist eine Gemeinde in Tschechien. Sie liegt 13 Kilometer südöstlich von Jemnice und gehört zum Okres Znojmo.

## Geographie
Vysočany befindet sich rechtsseitig über der Einmündung der Želetavka in die Thaya gegenüber der Burg Bítov in der Bítovská pahorkatina (Vöttauer Hügelland). Das Dorf liegt am Ausgang eines vom Bach Vysočanský potok gebildeten Seitentals der Želetavka am Rande einer Hochebene über dem Stausee Vranov. Nordöstlich erhebt sich der Velký kopec (494 m n.m.), im Osten der Sedlisko (455 m n.m.), südöstlich die Hradiště (408 m n.m.) und der Cornštejn (446 m n.m.), im Südwesten der Na Horkách (468 m n.m.), westlich die Kopka (486 m n.m.) sowie im Nordwesten die Niva (460 m n.m.). Gegen Südosten liegt die Burgruine Cornštejn, nördlich die Burgstätte Vysočany. Durch den Ort führt die Staatsstraße II/411 zwischen Moravské Budějovice und  Uherčice.
Nachbarorte sind Svobodův Mlýn, Koberův Mlýn, Peksův Mlýn, Malý Dešov und Dešov im Norden, Zblovice im Nordosten, Vraneč, Horka und Bítov im Osten, Chmelnice und Malé Loučky im Südosten, Oslnovice im Süden, Dvůr Mitrov, Uherčice und Korolupy im Südwesten, Lubnice und U Mlýna im Westen sowie Nový Mlýn, Bačkovice, Police, Kopka, Bahnův Mlýn, Kláskův Mlýn, Kostníky und Kdousov im Nordwesten.

## Geschichte
Die älteste Nachricht über das Dorf stammt aus dem Jahre 1424, als der Bítover Kaplan Ješek einen dem Altar des hl. Laurentius gehörigen Hof in Vysočany mit einer Hube Ackerland sowie zwei bewaldeten Breiten dem Bauern Josef Meth gegen Zahlung eines jährlichen Zinses erblich übertrug. Der betreffende Hof (Nr. 6) wurde später im Volksmund als „Alter Pfarrhof“ bezeichnet. Im Jahre 1498 entließ König Ladislaus Jagiello die Burg Vöttau mit den dazugehörigen Dörfern, darunter auch Vysočany, aus dem Lehn und überließ Burian Bítovský von Lichtenburg als erblichen Besitz.
Nach Aussterben des Vöttauer Familienzweiges der Lichtenburger (Bítovský z Lichtenburka) fiel die Herrschaft 1572 Burians Tochter Ludmilla zu, die das Dorf 1574 von der Anfallsverpflichtung befreite. 1576 übereignete Ludmilla die Herrschaft an Wolf Strein von Schwarzenau-Hartenstein, der sie 1612 an Friedrich Jankowsky von Wlaschim (Bedřich Jankovský z Vlašimě) verkaufte. Bei diesem Kauf wurde auch der herrschaftliche Meierhof mit Schäferei erstmals erwähnt. 1736 erbten die Grafen von Daun den Besitz. 1790 lebten in den 34 Häusern von Vysočany 176 Personen.
Im Jahre 1834 bestand das Dorf Wisokein bzw. Wysočany aus 30 Häusern mit 224 überwiegend tschechischsprachigen Einwohnern. Im Ort gab es einen obrigkeitlichen Meierhof mit Schäferei. Abseits lagen drei jeweils zweigängige Mühlen im Želetawatal; in einem Wiesengrund die Majamühle (Macův Mlýn), darunter in einem engen Felsental die Jagenteufelmühle (Svobodův Mlýn) und weiter flussabwärts zwischen bewaldeten Berglehnen die Koberamühle (Koberův Mlýn) mit einer Brettsäge. Pfarr-, Schul- und Amtsort war Vöttau. Bis zur Mitte des 19. Jahrhunderts blieb Wisokein der Allodialherrschaft Vöttau untertänig.
Nach der Aufhebung der Patrimonialherrschaften bildete Wisokein / Vysočany ab 1849 eine Gemeinde im Gerichtsbezirk Frain. 1868 wurde das Dorf Teil des Bezirkes Znaim. Nach dem Ersten Weltkrieg zerfiel der Vielvölkerstaat Österreich-Ungarn, Wisokein wurde 1918 Teil der neu gebildeten Tschechoslowakischen Republik. Im Jahre 1930 erreichte die Gemeinde mit 293 Einwohnern ihre höchste Bevölkerungszahl. Zu dieser Zeit begann der Bau der Talsperre Frain, mit der das Thayatal geflutet wurde; bis 1933 wurde das Dorf Vöttau aus dem Želetavkatal unterhalb von Vysočany auf den Rücken östlich der Horka umgesiedelt. Nach dem Münchner Abkommen von 1938 verblieb Vysočany bei der Tschechoslowakei und lag bis 1945 an der Grenze zum Deutschen Reich. In dieser Zeit wurde die Gemeinde dem Okres Moravské Budějovice zugeordnet, bei dem sie auch nach Ende des Zweiten Weltkrieges verblieb. Nach der Aufhebung des Okres Moravské Budějovice wurde Vysočany 1960 dem Okres Znojmo zugeordnet. Heute ist Vysočany ein Erholungsort und bezeichnet sich als westliches Tor zur Talsperre Vranov. Im Ort gibt es 36 Ferienhäuser.

## Gemeindegliederung
Für die Gemeinde Vysočany sind keine Ortsteile ausgewiesen. Zu Vysočany gehören die Einschichten Koberův Mlýn, Macův Mlýn und Svobodův Mlýn.

## Sehenswürdigkeiten
- Kapelle auf dem Dorfplatz
- Stausee Vranov
- Felswände des Želetavkatales
- Slawische Burgstätte Vysočany, zu Ehren von Jaroslav Palliardi als „Palliardiho hradisko“ bezeichnet, nördlich des Dorfes beim Koberův Mlýn auf einem Sporn über dem Želetavkatal
- Holzkreuz an der Straße nach Korolupy
- Nischenkapelle an der Straße nach Police
- Gedenkstein für die Gefallenen des Ersten Weltkrieges